# Cal Tuixén
Cal Tuixén (escrit també Tuxent o Tuixent) és una masia del poble de la Coma, al municipi de la Coma i la Pedra, a la Vall de Lord (Solsonès).